# Maccabi Kafr Kanna FC
Maccabi Kafr Kanna Football Club (hebrejsky: מכבי כפר כנא) byl izraelský fotbalový klub sídlící ve městě Kafr Kanna. Klub zanikl v roce 2014 díky finančním problémům.

## Umístění v jednotlivých sezonách
| Sezóny  | Liga                  | Úroveň | Z  | V  | R  | P  | VG | OG | +/- | B  | Pozice |
| ------- | --------------------- | ------ | -- | -- | -- | -- | -- | -- | --- | -- | ------ |
| 2009/10 | Liga Alef – sk. Sever | 3      | 30 | 10 | 8  | 12 | 40 | 40 | 0   | 38 | 8.     |
| 2010/11 | Liga Alef – sk. Sever | 3      | 30 | 6  | 11 | 13 | 25 | 39 | -14 | 29 | 12.    |
| 2011/12 | Liga Alef – sk. Sever | 3      | 30 | 10 | 4  | 16 | 43 | 56 | -13 | 34 | 11.    |
| 2012/13 | Liga Alef – sk. Sever | 3      | 30 | 7  | 11 | 12 | 19 | 31 | -12 | 32 | 14.    |
| 2013/14 | Liga Alef – sk. Sever | 3      | 30 | 4  | 13 | 13 | 33 | 56 | -23 | 25 | 15.    |